# Cantó de Sent Paul de Tricastin
El cantó de Sent Paul de Tricastin és un cantó del departament francès de la Droma, a la regió d'Alvèrnia-Roine-Alps. Està inclòs al districte de Niom i té 10 municipis. El cap cantonal és Sent Paul de Tricastin.

## Municipis
- Boschet
- Clansayes
- La Baume-de-Transit
- Montségur-sur-Lauzon
- Rochegude
- Sent Paul de Tricastin
- Saint-Restitut
- Solérieux
- Susa
- Tuleta

## Història
| Data d'elecció                           | Identitat      | Partit           | Qualitat |
| ---------------------------------------- | -------------- | ---------------- | -------- |
| 1951-1958                                | M. Chazalon    | radical          |          |
| 1958-2001                                | Henri Michel   | SFIO, després PS |          |
| 2001-                                    | Fabien Limonta | RPR, després UMP |          |
| les dades anteriors no són pas conegudes |                |                  |          |
|                                          |                |                  |          |